# 聖マタイとその生涯の物語
『聖マタイとその生涯の物語』（せいマタイとそのしょうがいのものがたり、伊: San Matteo e storie della sua vita、英: Saint Matthew and stories from his life）は、イタリアのゴシック期の画家オルカーニャ (アンドレア・ディ・チオーネ) とヤコポ・ディ・チオーネが1367年ごろ、板上にテンペラで制作した絵画である。フィレンツェの両替商組合 (アルテ・デル・カンビオ) がオルカーニャに委嘱したが、彼はその後まもなく死去したため、弟のヤコポが完成させた。作品は1899年にフィレンツェのウフィツィ美術館が購入し、1901年以来、同美術館に展示されている。

## 作品
この絵画は、フィレンツェの両替商組合に割り当てられたオルサンミケーレ教会内の柱を装飾するために委嘱された。そのため、六角形を半分にした形の3枚のパネルがその柱を取り囲むように意匠がなされた。作品は、両替商たちの守護聖人聖マタイの生涯の物語を表している。マタイはイエス・キリストに召し出される前は税徴収人であったため、銀行家、税関吏、金融業者、両替商、会計士、ビジネス・コンサルタント、税徴収人の守護者であった。
本作は、1348年のペスト渦以降、フィレンツェで最も名高く、繁栄していた工房の1つの所有者であり、画家、彫刻家、建築家であったオルカーニャに委嘱された。オルカーニャは1367年7月15日に絵画制作に任命されたが、後に重い病に罹り、1368年8月25日に死去したため、制作は弟のヤコポ・ディ・チオーネに引き継がれた。ヤコポは、様式により批評家たちに特定されている一連の協力者の助けを借りた。批評家たちは、作品はが最終的にいわゆる「アシュモリアン美術館の裾絵の画家 (Master of the Ashmolean Predella)」(同美術館にある『裾絵《predella》』に由来する) により完成されたという合意を持っている。
中央パネルはマタイを表している。彼は「福音書」、羽根ペンを持ち、青いチュニックの上に赤い縁取りと金糸の縫いのある緩いピンク色の衣服を身に着け、オルカーニャの他の作品の布地にも見られる模様のある豊かに装飾された敷物の上に立っている。2つの側面パネルは、マタイの生涯から採られた逸話の場面を描いているが、場面の時系列は左側パネルでは下から上へ、右側パネルでは上から上へとなっている。それぞれの場面の下にはその説明がある。
中世のラテン語で、左側の2つの場面の下には「QUOMODO. SANTUS. MATHEUS. DECESSIT. DE. CHELONEO. ET. SECUTUS. EST. CRISTUM (聖マタイの召命)」と「QUOMODO. MISERŨT. SUP. EUM. SANCTUS. MATHEUS. DRACONES (聖マタイがヴァダバールの2匹の龍をなだめる)」と書かれている。右側の2つの場面には、「QUOMODO. SANCTUS. MATHEUS. RESUSCITAVIT. UNUM. MORTUUM (聖マタイがエギップス王の息子を蘇らせる)」と「QUOMODO. SANCTUS. MATHEUS. FUIT. ACCISUS (聖マタイの殉教)」と記されている。マタイ像の下には、「SANTHUS MATHEUS. APOSTOLUS. ET. EVANGELISTA (聖マタイ、福音書記者)」と書かれ、彼が手に持つ書物には「マタイによる福音書」の冒頭が記されている。それぞれの逸話の場面は明るい色彩で簡潔に描かれ、建築物に焦点が当てられている。建築物は非常な想像力によるもので、空間に人物を明瞭に配置すべく考案されている。
3点のパネルの上部には、尖ったアーチと多数の小さな半円形のある装飾部分がある。聖マタイのパネル上にある小さな円形画 (トンド) には、それぞれ福音書と殉教のシュロを持った天使の胸像が表されている。一方、側面の左右パネル上にある同様の円形画には、両替商組合の象徴である赤地上の金貨が表されている。